# Gran Premio di superbike di Imola 2004
Il Gran Premio di superbike di Imola 2004 è stato la decima prova su undici del campionato mondiale Superbike 2004, disputato il 26 settembre sull'Autodromo Enzo e Dino Ferrari, in gara 1 ha visto la vittoria di Régis Laconi davanti a Chris Vermeulen e James Toseland, lo stesso pilota si è ripetuto anche in gara 2, davanti a James Toseland e Steve Martin.
La vittoria nella gara valevole per il campionato mondiale Supersport 2004 è stata ottenuta da Karl Muggeridge, mentre la gara del campionato Europeo della classe Superstock viene vinta da Riccardo Chiarello.

## Risultati

### Gara 1

#### Arrivati al traguardo[5]
| Pos. | Nº  | Pilota               | Squadra                    | Motocicletta      | Giri | Tempo     | Griglia | Punti |
| ---- | --- | -------------------- | -------------------------- | ----------------- | ---- | --------- | ------- | ----- |
| 1º   | 55  | Régis Laconi         | Ducati Fila                | Ducati 999 F04    | 21   | 38:58.507 | 1º      | 25    |
| 2º   | 17  | Chris Vermeulen      | Ten Kate Honda             | Honda CBR 1000RR  | 21   | +0:01.122 | 2º      | 20    |
| 3º   | 52  | James Toseland       | Ducati Fila                | Ducati 999 F04    | 21   | +0:05.638 | 5º      | 16    |
| 4º   | 41  | Noriyuki Haga        | Renegade Ducati Koji       | Ducati 999 RS     | 21   | +0:06.610 | 4º      | 13    |
| 5º   | 24  | Garry McCoy          | Xerox - Ducati Nortel Net. | Ducati 999 RS     | 21   | +0:11.974 | 3º      | 11    |
| 6º   | 99  | Steve Martin         | D.F.Xtreme Sterilgarda     | Ducati 999 RS     | 21   | +0:19.998 | 9º      | 10    |
| 7º   | 7   | Pierfrancesco Chili  | PSG - 1 Corse              | Ducati 998 RS     | 21   | +0:29.739 | 16º     | 9     |
| 8º   | 20  | Marco Borciani       | D.F.Xtreme Sterilgarda     | Ducati 999 RS     | 21   | +0:30.480 | 11º     | 8     |
| 9º   | 69  | Gianluca Nannelli    | Xerox - Ducati Nortel Net. | Ducati 999 RS     | 21   | +0:41.211 | 8º      | 7     |
| 10º  | 91  | Leon Haslam          | Renegade Ducati Koji       | Ducati 999 RS     | 21   | +0:47.972 | 19º     | 6     |
| 11º  | 8   | Ivan Clementi        | Kawasaki Bertocchi         | Kawasaki ZX 10    | 21   | +0:50.346 | 17º     | 5     |
| 12º  | 4   | Troy Corser          | Foggy Petronas Racing      | Petronas FP1      | 21   | +0:53.678 | 10º     | 4     |
| 13º  | 5   | Piergiorgio Bontempi | Zongshen                   | Suzuki GSX-R 1000 | 21   | +1:14.357 | 14º     | 3     |
| 14º  | 29  | Luca Pini            | Boselli Racing             | Suzuki GSX-R 1000 | 21   | +1:15.707 | 13º     | 2     |
| 15º  | 28  | Doriano Romboni      | Giesse Racing              | Yamaha YZF R1     | 21   | +1:22.993 | 12º     | 1     |
| 16º  | 74  | Andrea Mazzali       | Mazzali Racing             | MV Agusta         | 21   | +1:41.047 | 26º     |       |
| 17º  | 12  | Warwick Nowland      | Zongshen                   | Suzuki GSX-R 1000 | 21   | +1:43.993 | 22º     |       |
| 18º  | 31  | Giuseppe Zannini     | Penta race                 | Ducati 998 RS     | 21   | +1:44.171 | 20º     |       |
| 19º  | 23  | Jiří Mrkývka         | JM SBK                     | Ducati 998 RS     | 21   | +1:46.249 | 27º     |       |
| 20º  | 113 | Paolo Blora          | UnionBike GiMotorsport     | Yamaha YZF R1     | 21   | +1:50.276 | 24º     |       |
| 21º  | 27  | Giancarlo De Matteis | PSG - 1 Corse              | Ducati 999 RS     | 20   | +1 giro   | 25º     |       |

#### Ritirati
| Nº  | Pilota           | Squadra                    | Motocicletta      | Giri | Griglia |
| --- | ---------------- | -------------------------- | ----------------- | ---- | ------- |
| 19  | Lucio Pedercini  | Pedercini                  | Ducati 998 RS     | 16   | 7º      |
| 200 | Giovanni Bussei  | DeCecco Racing             | Ducati 998 RS     | 16   | 6º      |
| 39  | Stéphane Duterne | Zongshen                   | Kawasaki ZX 10    | 13   | 23º     |
| 16  | Sergio Fuertes   | MIR Racing                 | Suzuki GSX-R 1000 | 11   | 15º     |
| 9   | Chris Walker     | Foggy Petronas Racing      | Petronas FP1      | 9    | 18º     |
| 25  | Alessio Velini   | Pedercini                  | Ducati 998 RS     | 9    | 21º     |
| 50  | Miguel Praia     | Xerox - Ducati Nortel Net. | Ducati 999 RS     | 1    | 28º     |
| 94  | Paweł Szkopek    | Szkopek Agip RT            | Suzuki GSX-R 1000 | 1    | 29º     |

### Gara 2

#### Arrivati al traguardo[6]
| Pos. | Nº  | Pilota            | Squadra                    | Motocicletta      | Giri | Tempo     | Griglia | Punti |
| ---- | --- | ----------------- | -------------------------- | ----------------- | ---- | --------- | ------- | ----- |
| 1º   | 55  | Régis Laconi      | Ducati Fila                | Ducati 999 F04    | 21   | 39:04.926 | 1º      | 25    |
| 2º   | 52  | James Toseland    | Ducati Fila                | Ducati 999 F04    | 21   | +0:00.041 | 5º      | 20    |
| 3º   | 99  | Steve Martin      | D.F.Xtreme Sterilgarda     | Ducati 999 RS     | 21   | +0:12.352 | 9º      | 16    |
| 4º   | 69  | Gianluca Nannelli | Xerox - Ducati Nortel Net. | Ducati 999 RS     | 21   | +0:23.165 | 8º      | 13    |
| 5º   | 24  | Garry McCoy       | Xerox - Ducati Nortel Net. | Ducati 999 RS     | 21   | +0:28.637 | 3º      | 11    |
| 6º   | 17  | Chris Vermeulen   | Ten Kate Honda             | Honda CBR 1000RR  | 21   | +0:31.718 | 2º      | 10    |
| 7º   | 19  | Lucio Pedercini   | Pedercini                  | Ducati 998 RS     | 21   | +0:35.042 | 7º      | 9     |
| 8º   | 20  | Marco Borciani    | D.F.Xtreme Sterilgarda     | Ducati 999 RS     | 21   | +0:39.077 | 11º     | 8     |
| 9º   | 8   | Ivan Clementi     | Kawasaki Bertocchi         | Kawasaki ZX 10    | 21   | +0:39.340 | 17º     | 7     |
| 10º  | 4   | Troy Corser       | Foggy Petronas Racing      | Petronas FP1      | 21   | +0:39.653 | 10º     | 6     |
| 11º  | 200 | Giovanni Bussei   | DeCecco Racing             | Ducati 998 RS     | 21   | +0:43.934 | 6º      | 5     |
| 12º  | 91  | Leon Haslam       | Renegade Ducati Koji       | Ducati 999 RS     | 21   | +0:54.350 | 19º     | 4     |
| 13º  | 29  | Luca Pini         | Boselli Racing             | Suzuki GSX-R 1000 | 21   | +1:03.144 | 13º     | 3     |
| 14º  | 28  | Doriano Romboni   | Giesse Racing              | Yamaha YZF R1     | 21   | +1:07.509 | 12º     | 2     |
| 15º  | 25  | Alessio Velini    | Pedercini                  | Ducati 998 RS     | 21   | +1:08.002 | 21º     | 1     |
| 16º  | 9   | Chris Walker      | Foggy Petronas Racing      | Petronas FP1      | 21   | +1:20.564 | 18º     |       |
| 17º  | 74  | Andrea Mazzali    | Mazzali Racing             | MV Agusta         | 21   | +1:24.381 | 26º     |       |
| 18º  | 12  | Warwick Nowland   | Zongshen                   | Suzuki GSX-R 1000 | 21   | +1:28.430 | 22º     |       |
| 19º  | 23  | Jiří Mrkývka      | JM SBK                     | Ducati 998 RS     | 21   | +1:43.373 | 27º     |       |
| 20º  | 31  | Giuseppe Zannini  | Penta race                 | Ducati 998 RS     | 20   | +1 giro   | 20º     |       |
| 21º  | 50  | Miguel Praia      | Xerox - Ducati Nortel Net. | Ducati 999 RS     | 20   | +1 giro   | 28º     |       |
| 22º  | 113 | Paolo Blora       | UnionBike GiMotorsport     | Yamaha YZF R1     | 20   | +1 giro   | 24º     |       |
| 23º  | 94  | Paweł Szkopek     | Szkopek Agip RT            | Suzuki GSX-R 1000 | 20   | +1 giro   | 29º     |       |
| 24º  | 39  | Stéphane Duterne  | Zongshen                   | Kawasaki ZX 10    | 19   | +2 giri   | 23º     |       |

#### Ritirati
| Nº | Pilota               | Squadra              | Motocicletta      | Giri | Griglia |
| -- | -------------------- | -------------------- | ----------------- | ---- | ------- |
| 41 | Noriyuki Haga        | Renegade Ducati Koji | Ducati 999 RS     | 9    | 4º      |
| 5  | Piergiorgio Bontempi | Zongshen             | Suzuki GSX-R 1000 | 8    | 14º     |
| 7  | Pierfrancesco Chili  | PSG - 1 Corse        | Ducati 998 RS     | 5    | 16º     |
| 16 | Sergio Fuertes       | MIR Racing           | Suzuki GSX-R 1000 | 4    | 15º     |

### Supersport

#### Arrivati al traguardo
| Pos. | Nº | Pilota                | Squadra                     | Motocicletta     | Giri | Tempo     | Griglia | Punti |
| ---- | -- | --------------------- | --------------------------- | ---------------- | ---- | --------- | ------- | ----- |
| 1º   | 31 | Karl Muggeridge       | Ten Kate Honda              | Honda CBR 600RR  | 21   | 39'56.749 | 1º      | 25    |
| 2º   | 23 | Broc Parkes           | Ten Kate Honda              | Honda CBR 600RR  | 21   | +1.251    | 2º      | 20    |
| 3º   | 16 | Sébastien Charpentier | Klaffi Honda                | Honda CBR 600RR  | 21   | +10.214   | 6º      | 16    |
| 4º   | 57 | Lorenzo Lanzi         | Ducati Breil                | Ducati 749 R     | 21   | +10.947   | 8º      | 13    |
| 5º   | 99 | Fabien Foret          | Yamaha Italia               | Yamaha YZF R6    | 21   | +11.582   | 7º      | 11    |
| 6º   | 88 | Andrew Pitt           | Yamaha Italia               | Yamaha YZF R6    | 21   | +11.746   | 4º      | 10    |
| 7º   | 84 | Michel Fabrizio       | Italia Megabike             | Honda CBR 600RR  | 21   | +25.087   | 10º     | 9     |
| 8º   | 2  | Stéphane Chambon      | Suzuki Alstare Corona Extra | Suzuki GSX-R 600 | 21   | +29.532   | 11º     | 8     |
| 9º   | 15 | Matteo Baiocco        | Lorenzini by Leoni          | Yamaha YZF R6    | 21   | +31.589   | 9º      | 7     |
| 10º  | 30 | Alessandro Antonello  | Kawasaki Bertocchi          | Kawasaki ZX6 RR  | 21   | +37.497   | 15º     | 6     |
| 11º  | 76 | Max Neukirchner       | Klaffi Honda                | Honda CBR 600RR  | 21   | +48.667   | 14º     | 5     |
| 12º  | 33 | Craig Coxhell         | Yamaha Motor Deutschland    | Yamaha YZF R6    | 21   | +53.961   | 20º     | 4     |
| 13º  | 18 | Denis Sacchetti       | Italia Megabike             | Honda CBR 600RR  | 21   | +54.461   | 16º     | 3     |
| 14º  | 37 | Katsuaki Fujiwara     | Suzuki Alstare Corona Extra | Suzuki GSX-R 600 | 21   | +56.801   | 12º     | 2     |
| 15º  | 93 | Christian Kellner     | Yamaha Motor Deutschland    | Yamaha YZF R6    | 21   | +57.619   | 17º     | 1     |
| 16º  | 82 | Philippe Donischal    | Moto 1                      | Suzuki GSX-R 600 | 21   | +1'32.123 | 24º     |       |
| 17º  | 45 | Sébastien Le Grelle   | LeGrelle Dholda Moto P.     | Honda CBR 600RR  | 21   | +1'33.275 | 22º     |       |
| 18º  | 43 | Andrea Berta          | Biassono Racing             | Honda CBR 600RR  | 21   | +1'41.025 | 25º     |       |
| 19º  | 24 | Matthieu Lagrive      | Moto 1                      | Suzuki GSX-R 600 | 21   | +2'00.657 | 19º     |       |

#### Ritirati
| Nº | Pilota                   | Squadra                  | Motocicletta     | Giri | Griglia |
| -- | ------------------------ | ------------------------ | ---------------- | ---- | ------- |
| 69 | Jimmy Lindstrom          | Klaffi Honda             | Honda CBR 600RR  | 16   | 21º     |
| 90 | Alessandro Melone        | Celani - Suzuki Italia   | Suzuki GSX-R 600 | 14   | 23º     |
| 4  | Jurgen van den Goorbergh | Yamaha Italia            | Yamaha YZF R6    | 12   | 5º      |
| 39 | Nicky Wimbauer           | Team Trasimeno           | Yamaha YZF R6    | 12   | 26º     |
| 22 | Stefano Cruciani         | Kawasaki Bertocchi       | Kawasaki ZX6 RR  | 11   | 13º     |
| 44 | Iain MacPherson          | SL Racing                | Ducati 749 R     | 7    | 18º     |
| 11 | Kevin Curtain            | Yamaha Motor Deutschland | Yamaha YZF R6    | 4    | 3º      |

### Superstock

#### Arrivati al traguardo
| Pos. | Nº | Pilota               | Squadra                     | Motocicletta      | Giri | Tempo     | Griglia | Punti |
| ---- | -- | -------------------- | --------------------------- | ----------------- | ---- | --------- | ------- | ----- |
| 1º   | 5  | Riccardo Chiarello   | Suzuki Alstare Corona Extra | Suzuki GSX-R 1000 | 13   | 24'43.684 | 1º      | 25    |
| 2º   | 54 | Kenan Sofuoğlu       | Yamaha Motor Germany        | Yamaha YZF R1     | 13   | +0.742    | 2º      | 20    |
| 3º   | 9  | Luca Scassa          | Ormeni Racing               | Kawasaki ZX10     | 13   | +10.598   | 4º      | 16    |
| 4º   | 14 | John Laverty         | EMS Racing                  | Yamaha YZF R1     | 13   | +15.134   | 11º     | 13    |
| 5º   | 55 | Massimo Roccoli      | Italia Lorenzini by Leoni   | Yamaha YZF R1     | 13   | +15.874   | 9º      | 11    |
| 6º   | 69 | Didier Van Keymeulen | Yamaha Motor Germany        | Yamaha YZF R1     | 13   | +19.874   | 8º      | 10    |
| 7º   | 57 | Ilario Dionisi       | Celani - Suzuki Italia      | Suzuki GSX-R 1000 | 13   | +24.819   | 6º      | 9     |
| 8º   | 53 | Alessandro Polita    | Rox Racing                  | Ducati 999S       | 13   | +25.286   | 5º      | 8     |
| 9º   | 21 | Alex Martinez        | Intermoto Czech Republic    | Kawasaki ZX10     | 13   | +25.374   | 12º     | 7     |
| 10º  | 44 | Alessandro Brannetti | FbC Racing - Spamoto        | Aprilia RSV 1000  | 13   | +29.744   | 15º     | 6     |
| 11º  | 61 | Richard Cooper       | Akuna Racing                | Honda CBR 1000RR  | 13   | +30.406   | 14º     | 5     |
| 12º  | 58 | Tomas Miksovsky      | Intermoto Czech Republic    | Honda CBR 1000RR  | 13   | +36.631   | 18º     | 4     |
| 13º  | 86 | Ayrton Badovini      | EVR Corse Biassono R.T.     | Ducati 999S       | 13   | +36.729   | 16º     | 3     |
| 14º  | 37 | William De Angelis   | Rox Racing                  | Ducati 999S       | 13   | +37.654   | 17º     | 2     |
| 15º  | 34 | José Hurtado         | MIR Racing                  | Suzuki GSX-R 1000 | 13   | +49.691   | 21º     | 1     |
| 16º  | 48 | Grégory Fastré       | Zone Rouge                  | Yamaha YZF R1     | 13   | +50.346   | 19º     |       |
| 17º  | 59 | Niccolò Canepa       | Kawasaki Bertocchi          | Kawasaki ZX10     | 13   | +57.792   | 22º     |       |
| 18º  | 28 | Sepp Vermonden       | Sepp Racing - Dirk Van Mol  | Suzuki GSX-R 1000 | 13   | +1'06.856 | 23º     |       |
| 19º  | 99 | José Lombardo        | MIR Racing                  | Suzuki GSX-R 1000 | 13   | +1'27.737 | 20º     |       |
| 20º  | 60 | Barry Burrell        | Akuna Racing                | Honda CBR 1000RR  | 13   | +1'28.641 | 27º     |       |
| 21º  | 4  | Lorenzo Alfonsi      | Italia Lorenzini by Leoni   | Yamaha YZF R1     | 13   | +1'34.096 | 3º      |       |

#### Ritirati
| Nº | Pilota            | Squadra                     | Motocicletta      | Giri | Griglia |
| -- | ----------------- | --------------------------- | ----------------- | ---- | ------- |
| 31 | Vittorio Iannuzzo | Suzuki Alstare Corona Extra | Suzuki GSX-R 1000 | 9    | 7º      |
| 7  | Fabrizio De Noni  | MNR Racing                  | Suzuki GSX-R 1000 | 4    | 13º     |